# Lingnerschloss

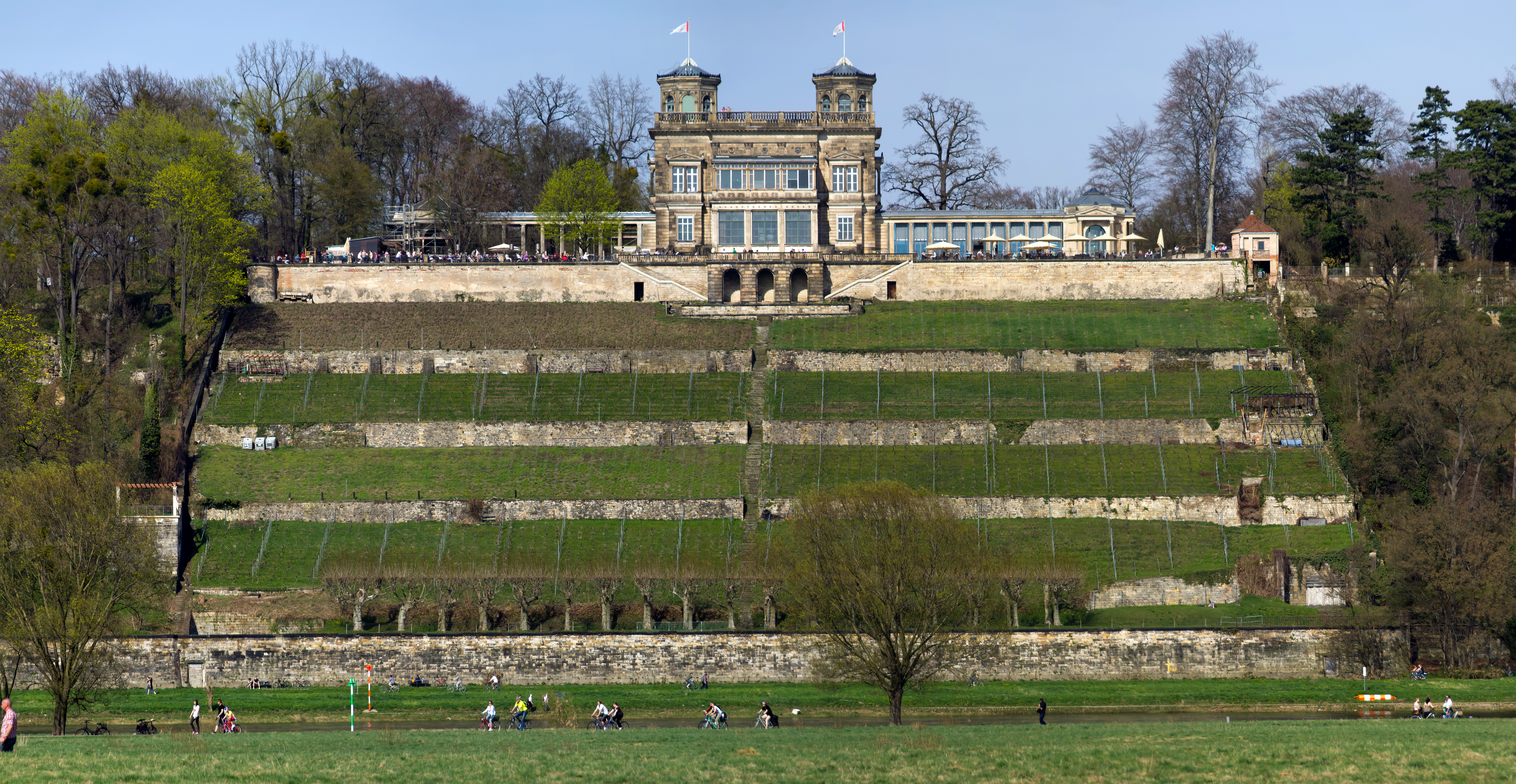
Villa Stockhausen (Lingnerschloss)

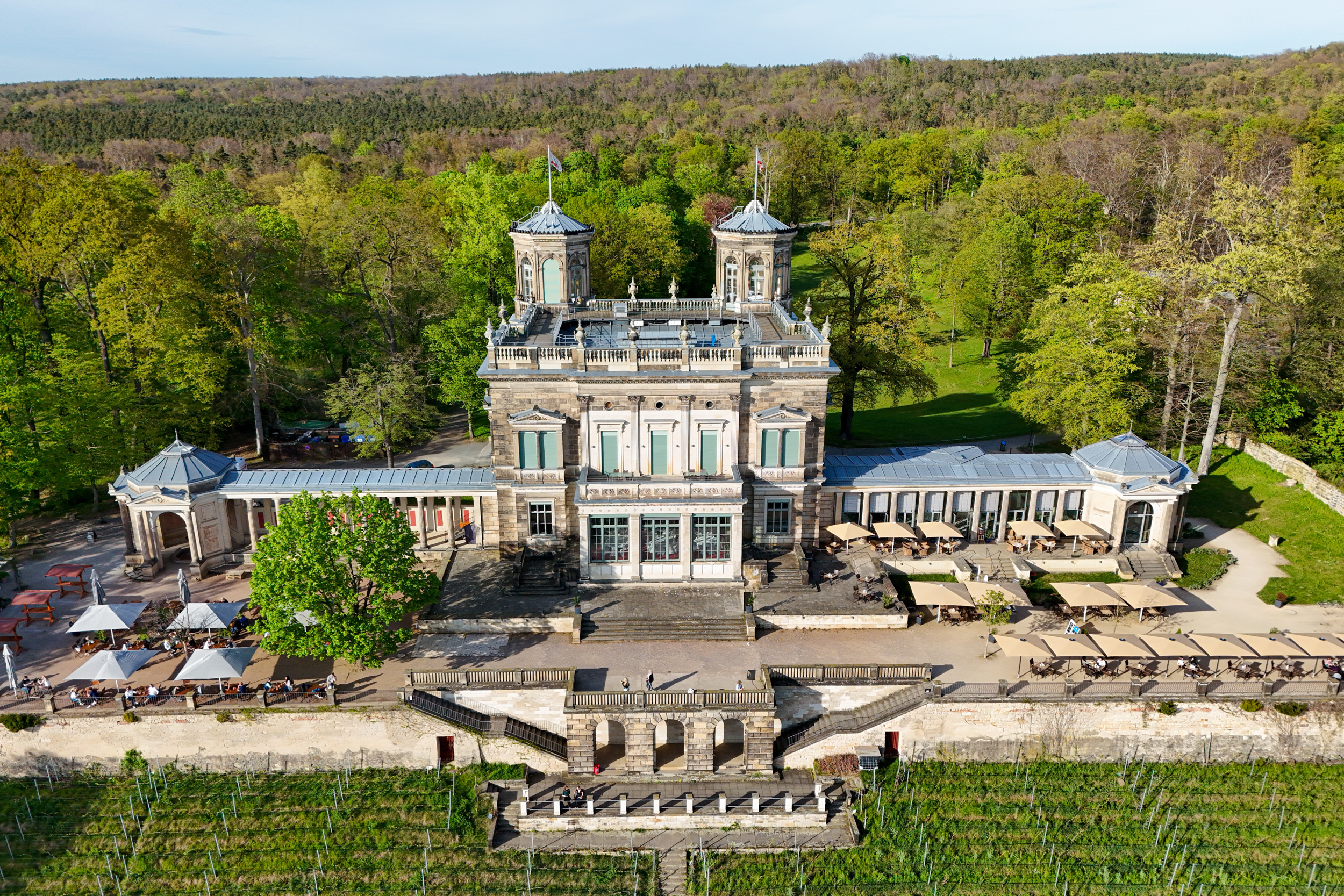
Lingnerschloss Dresden, 2024

Das Lingnerschloss, eigentlich Villa Stockhausen, ist das geografisch mittlere der drei Elbschlösser in Dresden. An zentraler Stelle des ehemaligen Weltkulturerbes Dresdner Elbtal (2004–2009) gelegen, bietet seine Terrasse einen imposanten Ausblick auf einen großen Teil des Areals und es wurde als Sitz des Welterbezentrums ausgewählt. Die Bezeichnung „Lingnerschloss“ (umgangssprachlich vergeben nach dem bekanntesten ehemaligen Eigentümer und Bewohner des Gebäudes, Karl August Lingner, dem Erfinder des Odol-Mundwassers) ist heute gebräuchlicher als der ursprüngliche Name „Villa Stockhausen“.

## Entstehung unter Albrecht von Preußen
Die Villa wurde von 1850 bis 1853 im Auftrag des Prinzen Albrecht von Preußen im Zusammenhang von dessen zweiter Eheschließung mit Rosalie Gräfin von Hohenau geborene von Rauch auf einem der Weinbergsgrundstücke erbaut, die zuvor seit 1803 im Besitz des schottischen Adligen James Ogilvy, 7. Earl of Findlater gewesen waren. Sie war als Wohnsitz für Friedrich Ludwig Albert Freiherr von Stockhausen-Immenhausen (1810–1855) bestimmt, Sohn von Johann Karl Friedrich Ludwig von Stockhausen und Kammerherr des Prinzen. Bis zur Fertigstellung seines eigenen Anwesens, des benachbarten Schlosses Albrechtsberg, wohnte der Prinz selbst in dem Gebäude.
Landbaumeister Adolph Lohse war der Architekt des klassizistischen Baus. Er gestaltete auch die Innenräume. Um das Schloss wurde ein Park angelegt. Auch ein Weinberg gehörte zum Areal. Im Jahr 1891 erwarb der Dresdner Nähmaschinenfabrikant Bruno Naumann die Villa und ließ sie umbauen.

## Nutzung durch Karl August Lingner

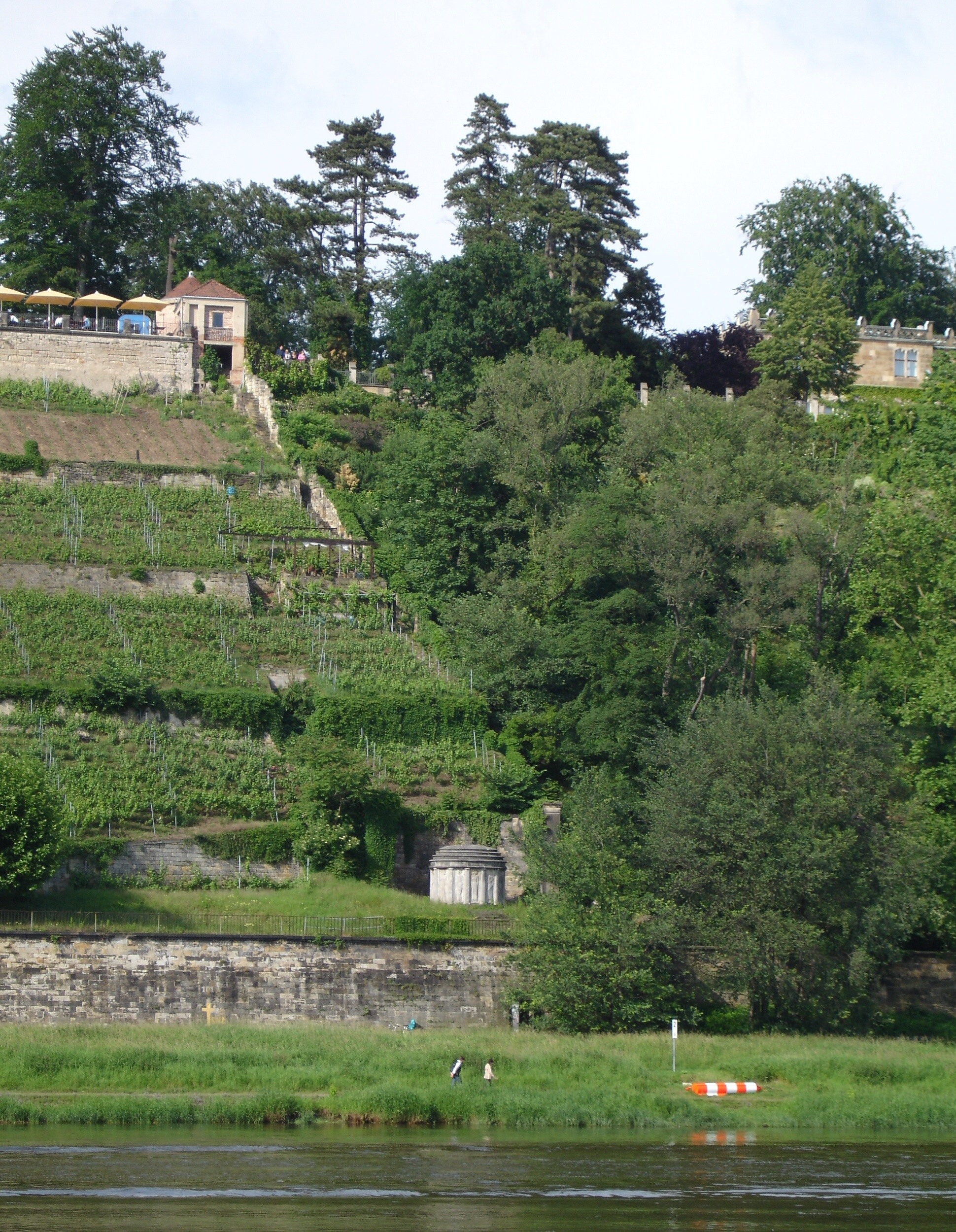
Bergstation des privaten Schrägaufzugs mit erkennbarer Trasse, sowie das Mausoleum am Lingnerschloss

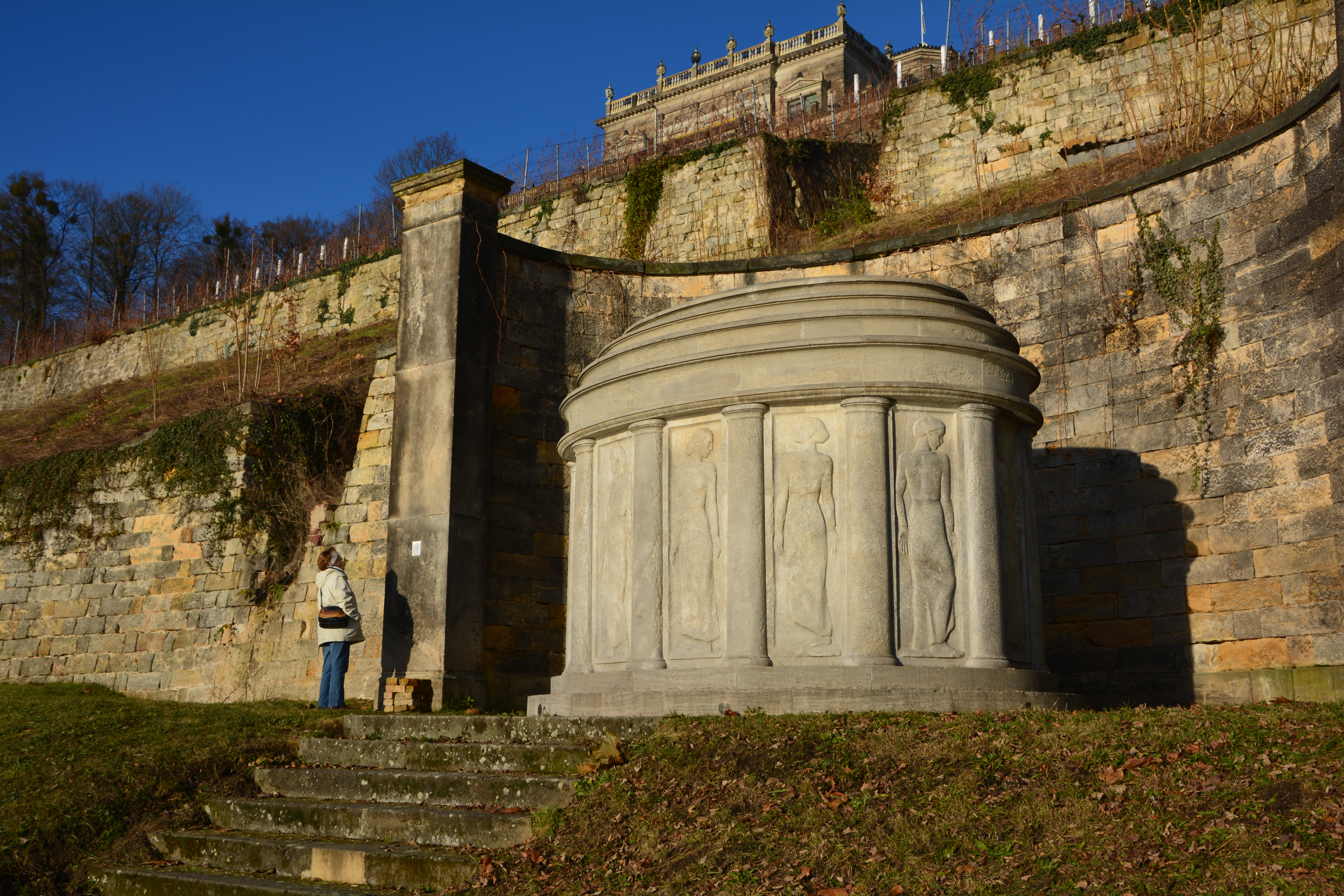
Lingnermausoleum

Im Jahr 1906 kaufte der Dresdner Unternehmer, Erfinder und Mäzen Karl August Lingner das Anwesen. Der Vermarkter des Odol-Mundwassers war nicht nur ein erfolgreicher Unternehmer, sondern auch Stifter des Hygiene-Museums in Dresden. Lingner liebte außergewöhnliche Lösungen und Ideen. Er ließ Schloss und Park in diesem Sinne umgestalten und legte einen kleinen Zoo an. Als Attraktion entstand ein privater Schrägaufzug vom Elbtal hinauf zum Schloss, dessen Bergstation und Trassenführung noch erhalten sind. Außerdem wurde für Lingner eine Orgel konstruiert, deren Töne per Telefon zu Freunden übertragen werden konnten.
Der Architekt Wilhelm Kreis schuf unter Mitarbeit des Malers Franz von Stuck eine neue Innenausstattung für Lingners „Schloss“. Hans Poelzig errichtete in Zusammenarbeit mit Georg Kolbe ein Mausoleum im Park, in dem Lingner 1921 beigesetzt wurde.

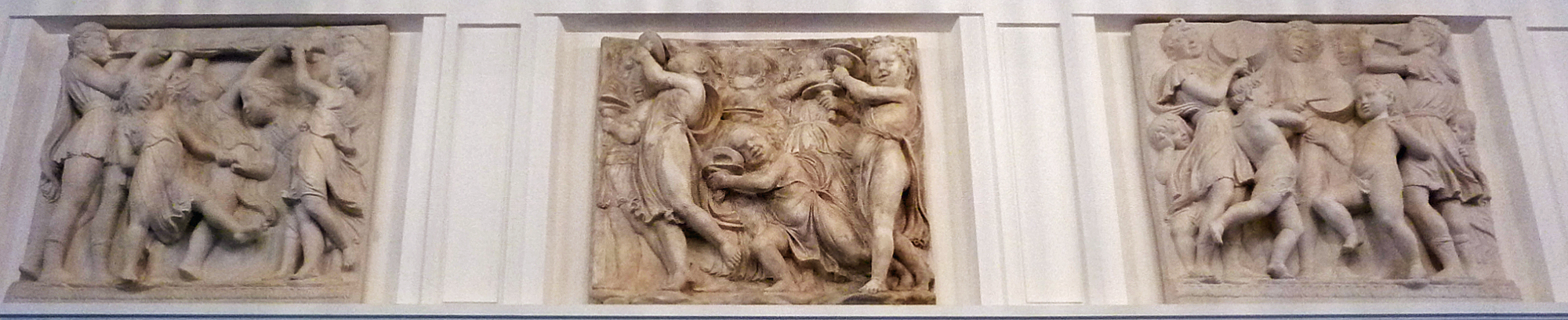
Wandfries mit den Reliefs Nr. 13, 14 und 15 im Lingnerschloss

Das ehemalige Speisezimmer, gestaltet von Wilhelm Kreis (1908), ist mit einem Wandfries versehen, der 18 Kopien der 10 Reliefs (einige davon doppelt) der Sängerkanzel vom Dom Santa Maria del Fiore in Florenz von Luca della Robbia (1431–38) zeigt.
Gestaltet sind die Bibelverse des Psalm 150 „LAUDATE DOMINUM“:
1. Die Sänger der linken Seitentafel: Cantori (Nr. 1)
2. Die Tubabläser: LAUDATE EUM IN SONO TUBAE (Nr. 3 und 13)
3. Die Psalteriumspieler: LAUDATE EUM IN PSALTERIO (Nr. 2 und 16)
4. Die Chitarraspielerinnen: ET CYTHARA (Nr. 8 und 18)
5. Die Trommler: LAUDATE EUM IN TIMPANO (Nr. 9 und 15)
6. Die Sänger der rechten Seitentafel: Cantori (Nr. 10)
7. Der Kinderreigen: ET CHORO (Nr. 5 und 12)
8. Die Kinder mit Handorgel und Saiteninstrument: LAUDATE EUM IN CORDIS ET ORGANO (Nr. 7 und 11)
9. Die Tambourinspieler: LAUDATE EUM IN CIMBALIS BENE SONANTIBUS (Nr. 6 und 17)
10. Die Zimbelschläger: LAUDATE EUM IN CIMBALIS IUBILATIONIS (Nr. 4 und 14)

### Lingners Testament
In seinem Testament vom 22. Mai 1916, das er zwei Wochen vor seinem Tod aufsetzte, stiftete Lingner das Anwesen der Stadt Dresden. Dies war mit folgenden Auflagen verbunden:
- Die Bevölkerung erhält freien Zugang zum Park, ihr soll auch das gesamte Schloss zugänglich gemacht werden.
- Im Hauptgebäude soll sich ein Café oder Restaurant mit den im Umkreis niedrigsten Preisen befinden.

## Nutzung in jüngerer Zeit

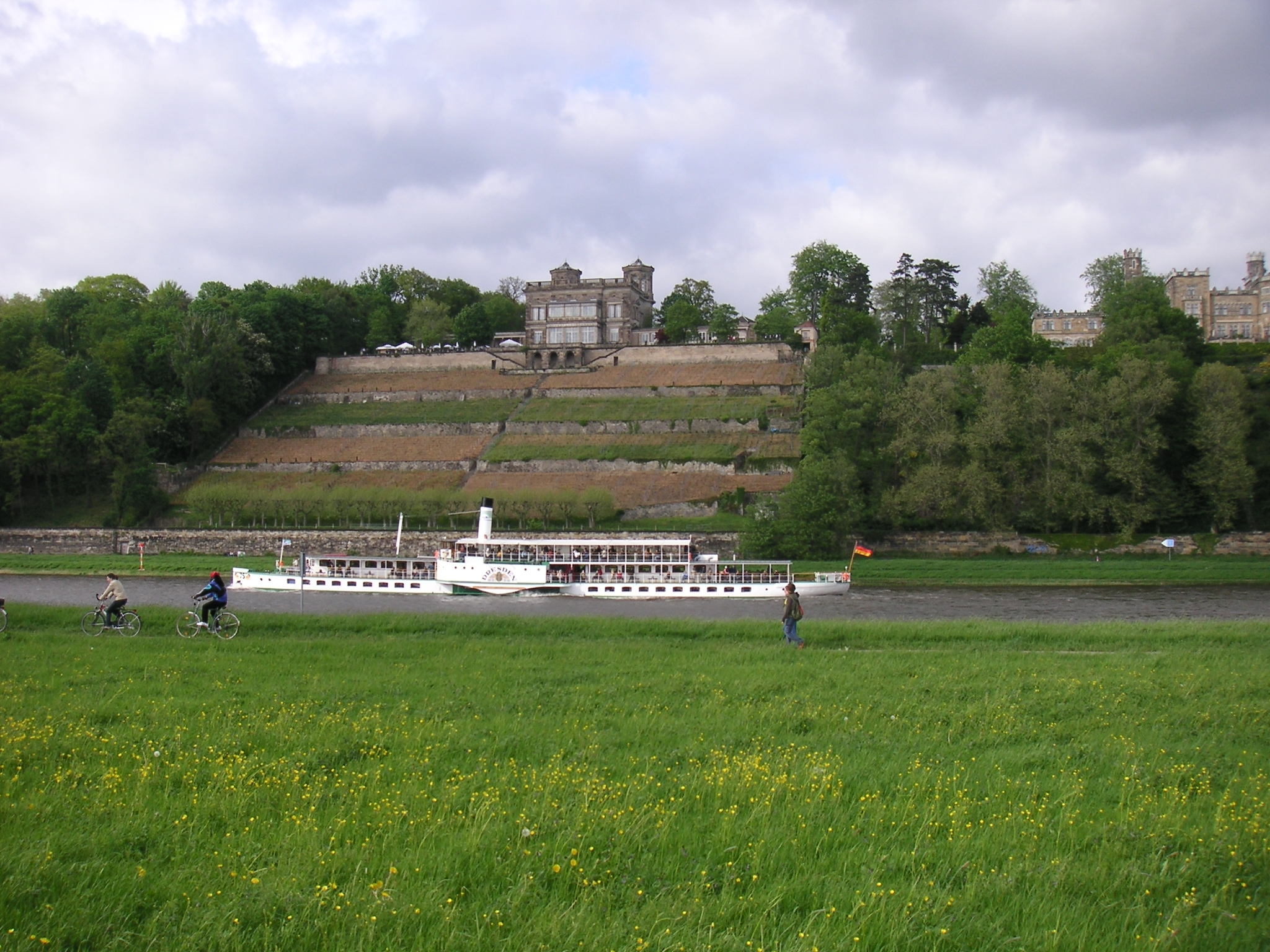
Lingnerschloss mit Raddampfer „Dresden“

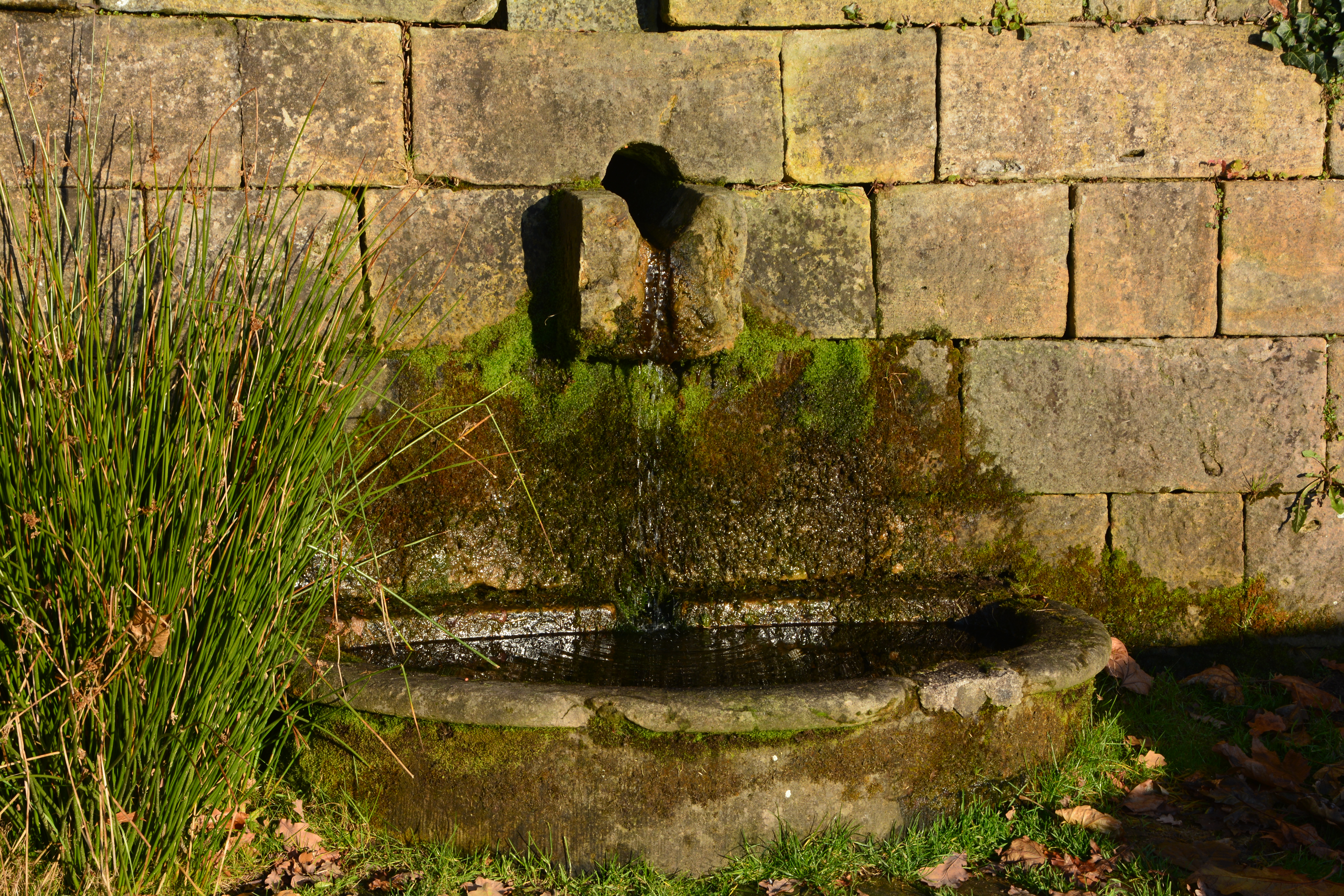
Unterhalb der Lingnerterrasse Brunnen im Herbst

Von den Luftangriffen des 13.–15. Februar 1945 auf Dresden  blieb das Lingnerschloss verschont. Es diente danach in wechselnder Funktion als Lazarett, sowjetische Kommandantur und Wohnheim. Nach einem Umbau durch Gerhard Guder zog 1957 der Klub der Intelligenz, der auch als „Dresdner Klub“ bezeichnet wurde, in die Räumlichkeiten ein. Dieser Treffpunkt von Künstlern, Wissenschaftlern und anderen Persönlichkeiten wurde von Manfred von Ardenne mitinitiiert. Beim Umbau des Gebäudes 1956/57 ging ein Großteil der historischen Innenausstattung verloren. Ab 1993 stand das Gebäude leer, wodurch es aufgrund nicht erfolgter Instandhaltung und Vandalismus zu ernsthaften Zerstörungen kam.
Auf Initiative eines Dresdner Unternehmens gründeten Bürger 2002 den Förderverein Lingnerschloss e. V., der sich für eine neuerliche Nutzung einsetzt. Die insgesamt 70 ehrenamtlichen Mitarbeiter und etwa 320 Mitglieder setzen sich zusammen aus Dresdner Bürgern, 62 Unternehmern und Vereinen, auswärtigen Freunden und weiteren Unterstützern. Das Konzept sieht vor, nach einer Sanierung das Lingnerschloss zu einem offenen Haus mit Café, Restaurant und Terrassenwirtschaft zu machen. In den Räumen soll es Ausstellungen und Führungen, Veranstaltungen, eine Bibliothek, Clubräume und Möglichkeiten für Tagungen und Konferenzen geben. Der rechtliche Rahmen dafür ist ein für 66 Jahre geltender Erbbauvertrag mit der Stadt Dresden, der mit einem parteiübergreifenden Mehrheitsvotum 2003 vom Stadtrat angenommen wurde.
Die Kosten der Sanierung werden auf elf Millionen Euro geschätzt, wobei fünf Millionen bereits eingeworben werden konnten, davon zehn Prozent aus öffentlichen Förderprogrammen und Zuwendungen der Deutschen Stiftung Denkmalschutz und anderer Einrichtungen. Die Sanierungsarbeiten begannen 2004. Seitdem wurden einige Räume wieder für Veranstaltungen genutzt und die Freiterrasse in den Sommermonaten gastronomisch bewirtschaftet. Im Mai 2010 wurde im Ostflügel das Restaurant wieder eröffnet. Dort wird in Erfüllung von Lingners Testament ein wechselndes alkoholfreies Getränk zum günstigen Preis von 75 Cent angeboten.
Von 2007 bis 2009 hatte in einem Teil der Schlossräume das Welterbezentrum Dresdner Elbtal seinen Sitz.